# Kampene ved Kongshøj
Kampene ved Kongshøj var blandt de indledende krigshandlinger i den 2. Slesvigske krig, og fandt sted mens den danske hær endnu holdt Dannevirkestillingen. Efter preussernes fiasko ved Mysunde dagen i forvejen var det østrigernes tur til at prøve krigslykken. De rykkede frem mod Dannevirkestillingens centrum med en kolonne over Øvre Selk, én over Jagel. De danske forposter havde ordre til først at yde modstand ved Kongshøj lidt nord for de to landsbyer, men ordren blev ikke fulgt.

## Kampene
De danske forposter var netop ved at blive afløst, så der var tropper af 1., 9., 11., 20. og 21. Regiment fremme. Østrigerne angriber medens der er dansk vagtafløsning og dermed dobbelt bemanding i forposterne. Dette kunne være en dansk fordel, men på grund af dårlig føring giver det forvirring, da forpostkompagnierne kommer fra 6 forskellige bataljoner. Chefen for 11. Regiment, major Rist, var redet ud for at overvåge afløsningen, og da han så østrigerne rykke frem, besluttede han at tage imod angrebet straks i stedet for at vige tilbage til Kongshøj.
Østrigerne rykkede frem i sluttede kolonner med musikkorps i spidsen og en kæde af skytter foran. Danskernes geværild bragte et kort øjeblik standsning i fremrykningen, men da østrigerne kørte to kanoner op og åbnede ild, måtte danskerne vige.
Major Rist sendte bud efter to kanoner, der stod på Kongshøj, men de var næppe blevet prodset af, før østrigerne stormede, kastede de danske tilbage og erobrede den ene kanon. Under tilbagegangen førte major Rist snart ét, snart et andet kompagni frem til modangreb, men østrigerne var ikke til at standse. De danske afdelinger var efterhånden så opløste, at det ikke var muligt at fastholde et effektivt forsvar af Kongshøj, og kl. 16 stormede østrigerne højen. Efter 6 timers hårde kampe i temperaturer ned til -19 grader, indtog østrigerne Kongshøj og besatte den med tungt artilleri.
Østrigerne trængte herefter helt ind under Dannevirke-volden, men længere kom de heller ikke. De prøvede et par gange at storme volden, men angrebet blev afvist. Inden mørket faldt på, gjorde danskerne et sidste modangreb for at drive østrigerne ud af Vedelspang, der lå generende nær Dannevirke, men angrebet mislykkedes.

## Efterspil
Kampen kostede østrigerne 94 faldende, 302 sårede og 34 savnede. Danskernes tab var 42 faldende, 151 sårede, 172 fangne og 48 savnede. Trods de svære tab fejrer østrigerne og preusserne dagen som en stor sejr, og brigaden Gondrecourt får tilnavnet "die eiserne Brigade" - Jernbrigaden. Alligevel fører tabene dog til eftertænksomhed i det tyske hovedkvarter. I et krigsråd mellem feltmarskal Wrangel og hans korpschefer umiddelbart efter slaget diskuteres de følgende dages krigsførelse. Før dagens kampe var det tanken, at frontalangrebet på Dannevirke skulle indledes dagen efter Kongshøj var taget, men nu tvivler man på, at man så hurtigt vil kunne foretage et tilstrækkeligt artilleriangreb. I stedet overlades det prins Friedrich Carls 1. preussiske korps atter at undersøge mulighederne for en overgang ved Slien, så et frontalangreb kan kombineres med et flankeangreb.
En dansk soldat beretter om artilleriduellen den efterfølgende dag:
"Torsdagen den 4. februar omtrent Kl. 5 maatte vi atter ud, og omtrent Kl. 8 stormede fjenden atter, men sloges tilbage igen, da især artilleriet fra skanserne kunde forhindre fjenden i at køre kanoner op paa Kongehøjen (Kongshøj). Kanonaden var den dag vedvarende streng, men for os næsten morsom, da fjenden maatte vige. Vejret var den dag dejligt og klart, saa vi kunde ligge ved volden og grine ad tyskerne, som maatte løbe. 3-4 kanoner havde tyskerne plantet paa Kongehøjen, men de to blev skudt i smadder af vore velrettede kanoner"
Kl. 18 d. 4 februar sammenkaldte General Christian de Meza sine generaler og forelagde dem spørgsmålet om en eventuel rømning af stillingen, som han fandt uholdbar. Slien og oversvømmelserne ville fryse til, hvis frosten holdt, mandskabets kræfter var ved at være udtømt, hæren var i forvejen for lille til at besætte den langstrakte stilling, fjenden havde erobret forpostterrænet og kunne i løbet af to døgn ødelægge skytset i skanserne. Var stillingen først gennembudt, ville et ordnet tilbagetog være umuligt, og overgeneralens instruks krævede, at kampen ved Dannevirke ikke førtes så vidt, "at hæren kompromitteredes". Konsekvensen blev at Dannevirkestillingen blev rømmet dagen efter.